# Hadancourt-le-Haut-Clocher
Hadancourt-le-Haut-Clocher je francouzská obec v departementu Oise v regionu Hauts-de-France. V roce 2010 zde žilo 361 obyvatel.

## Vývoj počtu obyvatel
Počet obyvatel 